# Heinz-Hermann Paetz

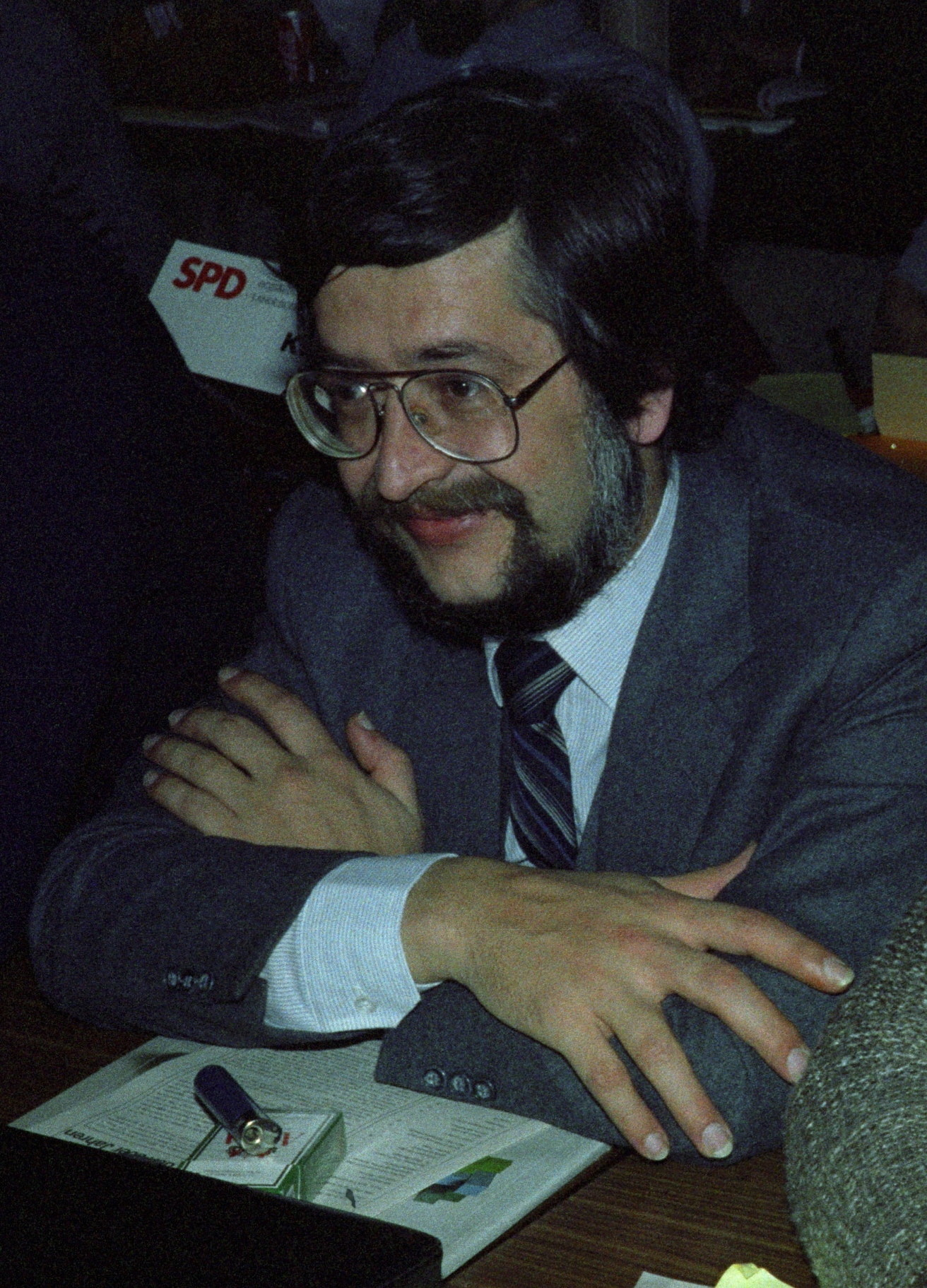
Heinz-Hermann Paetz circa 1982

Heinz-Hermann Paetz (* 4. Oktober 1943 in Hamburg) ist ein deutscher Steuerberater, Sportfunktionär und ehemaliger Abgeordneter der Hamburgischen Bürgerschaft für die SPD.

## Leben
Heinz-Hermann Paetz legte 1964 sein Abitur am Gymnasium Alstertal in Hamburg ab und absolvierte anschließend seinen Wehrdienst. Letzter Dienstgrad: Fähnrich der Reserve. 1966 begann er ein Studium der Rechtswissenschaften und Betriebswirtschaft an der Universität Hamburg und arbeitete teilweise nebenher als Steuerfachgehilfe und im Jahr 1969 als Assistent von Minister Hans Apel. Von 1970 bis 1972 war er Institutsrat des Seminars für Finanz- und Steuerrecht der Universität Hamburg und von 1971 bis 1973 Assistent der Geschäftsführung eines Konzerns. Nachdem er anschließend zwei Jahre als Einzelhandelskaufmann tätig gewesen war, machte er sich 1980 endgültig selbstständig als Steuerbevollmächtigter dann Steuerberater und Rechtsbeistand.

## Politik
1968 trat Paetz in die SPD ein und übte verschiedene Funktionen im Ortsverein (Distrikt) Fuhlsbüttel aus. Für das kommunale Mitteilungsblatt Der Fuhlsbüttler, das zum Geschäftsbereich der SPD gehörte, war er als ehrenamtlicher Geschäftsführer tätig. Im Juni 1978 rückte er als Abgeordneter in die Hamburger Bürgerschaft nach. Schwerpunkt seiner Arbeit dort bis zum Ende der Wahlperiode 1982 lag beim Haushaltsausschuß und beim Ausschuss für Vermögen und öffentliche Unternehmen.

## Privat
Paetz war knapp 30 Jahre bis zum März 2019 Vorsitzender des Sportvereins VfW Oberalster in Hamburg-Fuhlsbüttel.
Er ist verheiratet und hat zwei Kinder und fünf Enkelkinder. Seine Steuerberater-Praxis führt er mit seinem Sohn weiter.